# A magyar labdarúgó-válogatott 2013. március 26-i mérkőzése
A magyar labdarúgó-válogatott világbajnoki-selejtező mérkőzése Törökország ellen, 2013. március 26-án. A találkozó végeredménye 1–1 lett.

## Előzmények
A magyar labdarúgó-válogatott 2012. szeptember 7-én kezdte el szereplését a vb-selejtezőben. Andorrában 5–0-s győzelmet arattak. Négy nappal később Hollandia látogatott Budapestre, és aratott könnyed győzelmet (1–4). A szeptemberben elért három pont után, az októberi két selejtezőn hat pontot várt el a csapattól a közvélemény, illetve a szurkolók is. Ez végül sikerült (Észtország ellen 1–0, Törökország ellen 3–1). A csapat 2013. március 22-én folytatta a szereplését a vb-selejtezőkben, Románia ellen (2–2).

„Nagyon nehéz mérkőzésre készülünk, óriási a tét, hiszen két olyan csapat játszik, amelyik a második helyért küzd a csoportban. Az utolsó pillanatban két pontot veszítettünk Románia ellen pénteken, de ezen már túltette magát a közösség, és megfelelő mentális állapotban vagyunk, készen állunk a holnapi meccsre. (...) Tisztában vagyunk vele, hogy milyen minőséget képviselnek a törökök, nem titok, hogy nagyon jó csapattal kell megküzdenünk. Győzelmi kényszerben vannak a törökök, ez a mi malmunkra hajthatja a vizet.”

– Egervári Sándor, Magyarország szövetségi kapitánya. 

A török labdarúgó-válogatott egy Hollandia elleni vereséggel kezdte (0–2), majd Észtország legyőzésével folytatta a selejtezőket (3–0). Októberben négy nap alatt két fontos mérkőzést buktak el, mindkettőt a közvetlen riválisaiktól. Előbb hazai pályán szenvedtek 1–0-s vereséget a román nemzeti csapattól, majd Budapesten kaptak ki simán, 3–1-re. Ezáltal nagyon nehéz helyzetbe kerültek a továbbjutás szempontjából. 2013. március 22-én Andorrában nyertek 2–0-ra, ezáltal közelebb kerültek a magyar–román duóhoz, akik a törököknek kedvező döntetlent játszottak egymással.

„Remélem, az Andorra elleni jó teljesítményünk tovább javul a Magyarország elleni keddi vébéselejtezőn. (...) Nagyon fontos kilencven perc elé nézünk. Mondanom sem kell, mennyire fontos lesz, hogy végig koncentráljunk, mindenre figyelnünk kell. Fontos, hogy csapatként működjünk, és hogy a közönség kitartson mellettünk. (...) Hosszú meccs lesz a magyarok elleni, elszántnak kell lennünk. A két márciusi mérkőzésre hat pontot céloztunk meg, három már megvan, holnap este jöhet a következő három, és akkor versenyben maradunk. Még egyszer hangsúlyozom: a közönség biztatása nagyon fontos.”

– Abdullah Avcı, Törökország szövetségi kapitánya. 

| Ellenfél | Eredmény | D csoport  | Ellenfél     | Eredmény |    |    |     |    |
| Andorra | 5–0 (i)  | 1. forduló | Hollandia    | 0–2 (i)  |    |    |     |    |
| Hollandia | 1–4 (o)  | 2. forduló | Észtország   | 3–0 (o)  |    |    |     |    |
| Észtország | 1–0 (i)  | 3. forduló | Románia      | 0–1 (o)  |    |    |     |    |
| Törökország | 3–1 (o)  | 4. forduló | Magyarország | 1–3 (i)  |    |    |     |    |
| Románia | 2–2 (o)  | 5. forduló | Andorra      | 2–0 (i)  |    |    |     |    |
| A D csoport állása a találkozót megelőzően \| Csapat \| M \| Gy \| D \| V \| G+ \| G– \| Gk \| P \| \| ------------ \| - \| -- \| - \| - \| -- \| -- \| --- \| -- \| \| Hollandia \| 5 \| 5 \| 0 \| 0 \| 16 \| 2 \| +14 \| 15 \| \| Magyarország \| 5 \| 3 \| 1 \| 1 \| 12 \| 7 \| +5 \| 10 \| \| Románia \| 5 \| 3 \| 1 \| 1 \| 10 \| 6 \| +4 \| 10 \| \| Törökország \| 5 \| 2 \| 0 \| 3 \| 6 \| 6 \| 0 \| 6 \| \| Észtország \| 5 \| 1 \| 0 \| 4 \| 1 \| 9 \| –8 \| 3 \| \| Andorra \| 5 \| 0 \| 0 \| 5 \| 0 \| 15 \| –15 \| 0 \| |          |            |              |          |    |    |     |    |
| Csapat | M        | Gy         | D            | V        | G+ | G– | Gk  | P  |
| Hollandia | 5        | 5          | 0            | 0        | 16 | 2  | +14 | 15 |
| Magyarország | 5        | 3          | 1            | 1        | 12 | 7  | +5  | 10 |
| Románia | 5        | 3          | 1            | 1        | 10 | 6  | +4  | 10 |
| Törökország | 5        | 2          | 0            | 3        | 6  | 6  | 0   | 6  |
| Észtország | 5        | 1          | 0            | 4        | 1  | 9  | –8  | 3  |
| Andorra | 5        | 0          | 0            | 5        | 0  | 15 | –15 | 0  |

Az eredmények az adott csapat szempontjából szerepelnek.

## Keretek
Abdullah Avcı, Törökország szövetségi kapitánya március 15-én hirdette ki annak a huszonöt futballistának nevét, akik készülhettek az Andorra és a Magyarország elleni soron következő világbajnoki selejtezőkre. A második mérkőzés előtt kisebb változtatásokat eszközölt a kapitány.
Egervári Sándor, a magyar labdarúgó-válogatott szövetségi kapitánya, március 11-én hirdette ki huszonnégy főből álló keretét a márciusi vb-selejtezőkre. Első alkalommal kapott helyet a csapatban Kovács István, a Videoton húszesztendős támadója. Március 13-án változás történt a válogatott keretében, Koltai Tamás sérülés miatt nem tudta vállalni a játékot a két vb-selejtezőn, helyére Szakály Pétert hívta be a kapitány.
| Törökország                        | Törökország        | Törökország | Törökország | Törökország | Törökország       |
| Poszt                              | Név                | Kor         | Vál.        | Gól         | Klub              |
| ---------------------------------- | ------------------ | ----------- | ----------- | ----------- | ----------------- |
| K                                  | Volkan Demirel     | 31 éves     | 57          | 0           | Fenerbahçe        |
| K                                  | Onur Kıvrak        | 25 éves     | 6           | 0           | Trabzonspor       |
| K                                  | Tolga Zengin       | 29 éves     | 5           | 0           | Trabzonspor       |
| V                                  | Hasan Ali Kaldırım | 23 éves     | 12          | 0           | Fenerbahçe        |
| V                                  | Serdar Aziz        | 22 éves     | 0           | 0           | Bursaspor         |
| V                                  | Gökhan Gönül       | 28 éves     | 33          | 1           | Fenerbahçe        |
| V                                  | Bekir İrtegün      | 28 éves     | 7           | 0           | Fenerbahçe        |
| V                                  | Semih Kaya         | 22 éves     | 9           | 0           | Galatasaray       |
| V                                  | Egemen Korkmaz     | 30 éves     | 9           | 0           | Fenerbahçe        |
| V                                  | Serdar Kurtuluş    | 25 éves     | 4           | 0           | Gaziantepspor     |
| V                                  | Gökhan Zan         | 31 éves     | 35          | 0           | Galatasaray       |
| KP                                 | Hamit Altıntop     | 30 éves     | 78          | 8           | Galatasaray       |
| KP                                 | Soner Aydoğdu      | 22 éves     | 2           | 0           | Trabzonspor       |
| KP                                 | Mehmet Ekici       | 23 éves     | 8           | 0           | Werder Bremen     |
| KP                                 | Caner Erkin        | 24 éves     | 18          | 1           | Fenerbahçe        |
| KP                                 | Kerim Frei         | 19 éves     | 2           | 0           | Fulham            |
| KP                                 | Selçuk İnan        | 28 éves     | 25          | 3           | Galatasaray       |
| KP                                 | Alper Potuk        | 21 éves     | 3           | 0           | Eskişehirspor     |
| KP                                 | Olcay Şahan        | 25 éves     | 1           | 0           | Beşiktaş          |
| KP                                 | Nuri Şahin         | 24 éves     | 39          | 2           | Borussia Dortmund |
| KP                                 | Arda Turan         | 26 éves     | 63          | 13          | Atlético Madrid   |
| CS                                 | Umut Bulut         | 30 éves     | 22          | 3           | Galatasaray       |
| CS                                 | Mevlüt Erdinç      | 26 éves     | 20          | 3           | Rennes            |
| CS                                 | Sercan Sararer     | 23 éves     | 11          | 0           | Greuther Fürth    |
| CS                                 | Burak Yılmaz       | 27 éves     | 24          | 7           | Galatasaray       |
| Szövetségi kapitány: Abdullah Avcı |                    |             |             |             |                   |

| Magyarország                         | Magyarország     | Magyarország | Magyarország | Magyarország | Magyarország     |
| Poszt                                | Név              | Kor          | Vál.         | Gól          | Klub             |
| ------------------------------------ | ---------------- | ------------ | ------------ | ------------ | ---------------- |
| K                                    | Bogdán Ádám      | 25 éves      | 13           | 0            | Bolton Wanderers |
| K                                    | Király Gábor     | 36 éves      | 88           | 0            | 1860 München     |
| K                                    | Megyeri Balázs   | 22 éves      | 0            | 0            | Olimbiakósz      |
| V                                    | Guzmics Richárd  | 25 éves      | 1            | 0            | Haladás          |
| V                                    | Halmosi Péter    | 33 éves      | 35           | 0            | Haladás          |
| V                                    | Kádár Tamás      | 23 éves      | 9            | 0            | Diósgyőr         |
| V                                    | Korcsmár Zsolt   | 24 éves      | 16           | 0            | Brann            |
| V                                    | Lipták Zoltán    | 28 éves      | 12           | 1            | Győri ETO        |
| V                                    | Mészáros Norbert | 32 éves      | 7            | 0            | Debreceni VSC    |
| V                                    | Vanczák Vilmos   | 29 éves      | 69           | 3            | FC Sion          |
| V                                    | Varga József     | 24 éves      | 19           | 0            | Greuther Fürth   |
| KP                                   | Dzsudzsák Balázs | 26 éves      | 51           | 11           | Gyinamo Moszkva  |
| KP                                   | Elek Ákos        | 24 éves      | 24           | 1            | Diósgyőr         |
| KP                                   | Gyurcsó Ádám     | 22 éves      | 6            | 1            | Videoton         |
| KP                                   | Hajnal Tamás     | 32 éves      | 54           | 6            | VfB Stuttgart    |
| KP                                   | Koman Vladimir   | 24 éves      | 27           | 7            | FK Krasznodar    |
| KP                                   | Pátkai Máté      | 25 éves      | 2            | 0            | Győri ETO        |
| KP                                   | Pintér Ádám      | 24 éves      | 15           | 0            | Real Zaragoza    |
| KP                                   | Szakály Péter    | 26 éves      | 3            | 0            | Debreceni VSC    |
| CS                                   | Böde Dániel      | 26 éves      | 1            | 0            | Ferencváros      |
| CS                                   | Kovács István    | 20 éves      | 1            | 0            | Videoton         |
| CS                                   | Rudolf Gergely   | 28 éves      | 24           | 9            | Diósgyőr         |
| CS                                   | Szabics Imre     | 32 éves      | 34           | 13           | Sturm Graz       |
| CS                                   | Szalai Ádám      | 25 éves      | 15           | 7            | Mainz 05         |
| Szövetségi kapitány: Egervári Sándor |                  |              |              |              |                  |

## A mérkőzés
A találkozót az isztambuli Şükrü Saracoğlu Stadionban rendezték, magyar idő szerinti 19:30-as kezdéssel. Az első támadás a törököké, azonban az első lövés a magyar csapaté volt, Szalai Ádám próbálkozott messziről, sikertelenül. A huszonnegyedik percben Hajnal Tamás szabadrúgását Vanczák Vilmos fejelte a kapura, de a hazai kapus hatalmas bravúrral védett, a kipattanó labdát újból Vanczák lőtte kapura, ezúttal a felső kapufáról pattant le. A félidő végén a török csapat átvette az irányítást, a magyar csapat olykor szerencsével menekült meg a góltól. A szünetre 0–0-val vonultak a csapatok. A második játékrészben folytatódott a hazai csapat nyomása, ez végül a hatvankettedik percben ért góllá. Burak Yılmaz egy beívelést fejelt közelről a vendégkapuba. A hetvenegyedik percben érkezett a válasz, Böde Dániel, három perccel becserélése után, egy kicsorgó labdát vágott közelről a törökök kapujába. A mérkőzés további részében a török nemzeti csapat akarata érvényesült, azonban újabb gólt nem sikerült elérniük, így a végeredmény: Törökország–Magyarország 1–1.
A magyar labdarúgó-válogatott 2003. március 29-én játszott utoljára döntetlent idegenbeli mérkőzésen (akkor Lengyelország ellen).

„Ismerve a körülményeket, elégedettek lehetünk az egy ponttal. Egyrészt mert egy forró hangulatú mérkőzésen, egy katlanban értük el ezt a döntetlent, és így a tabellán előnybe kerültünk a mögöttünk lévő csapatokkal szemben. Az egyenlítő találatunk után nem tudtuk megtartani a labdát megfelelően, ezért cseréltem támadó helyett középpályást, de még egyszer hangsúlyozom, ismerve a körülményeket, elégedettek lehetünk. (...) Ha tudtuk volna, hogy Böde Dániel gólt szerez, már hamarabb beküldjük. Nagyon elszántan lépett pályára, és jól is futballozott, örülünk, hogy sikerült gólt szereznie. Sokat köszönhetünk neki, és így összességében elégedettek is vagyunk, örülünk a megszerzett pontnak, és most már a románokkal való versenyfutásra kell koncentrálnunk.”

– Egervári Sándor 

„Minden volt a pályán, amit látni akartam. Küzdöttünk, támadtunk, nyomást gyakoroltunk az ellenfélre, agresszívek voltunk, gólt is szereztünk. Sajnos, a rivális egy lecsorgó labdából egyenlített, ennek ellenére büszke vagyok a játékosaimra, mert jól és a megbeszéltek szerint futballoztak. Kevés esélyünk maradt a továbbjutásra, de bízunk benne, hogy ki tudjuk használni.”

– Abdullah Avcı 

### Az összeállítások
| 2013. március 26. 19:30 |

| Törökország                | 1 – 1               | Magyarország                                      |
| -------------------------- | ------------------- | ------------------------------------------------- |
| Yılmaz 62' 89' İrtegün 59' | (0 – 0) Jegyzőkönyv | 71' 75' Böde 47' Varga 58' Dzsudzsák 90+2' Király |

| Şükrü Saracoğlu Stadion, Isztambul Nézőszám: 46 000 Játékvezető: Milorad Mažić (szerb) |

| Csapatszínek | Csapatszínek | Csapatszínek |
| Csapatszínek |              |              |
| Csapatszínek |              |              |
|              |              |              |
| Törökország  |              |              |

| Csapatszínek | Csapatszínek | Csapatszínek |
| Csapatszínek |              |              |
| Csapatszínek |              |              |
|              |              |              |
| Magyarország |              |              |

| TÖRÖKORSZÁG:         |    |                    |     |     |
|                      |    |                    |     |     |
| K                    | 12 | Onur Kıvrak        |     |     |
| JV                   | 7  | Gökhan Gönül       |     |     |
| V                    | 4  | Semih Kaya         |     |     |
| V                    | 2  | Bekir İrtegün      | 59' |     |
| BV                   | 3  | Hasan Ali Kaldırım |     |     |
| VKP                  | 10 | Nuri Şahin         |     | 87' |
| VKP                  | 8  | Selçuk İnan        |     |     |
| JSZ                  | 14 | Arda Turan         |     |     |
| KTK                  | 5  | Alper Potuk        |     | 70' |
| BSZ                  | 9  | Umut Bulut         |     | 80' |
| CS                   | 17 | Burak Yılmaz       | 89' |     |
| Cserék:              |    |                    |     |     |
| K                    | 1  | Volkan Demirel     |     |     |
| KP                   | 6  | Hamit Altıntop     |     | 70' |
| KP                   | 11 | Olcay Şahan        |     |     |
| K                    | 13 | Tolga Zenginn      |     |     |
| V                    | 15 | Serdar Kurtuluş    |     |     |
| V                    | 16 | Gökhan Zan         |     |     |
| KP                   | 18 | Mehmet Ekici       |     |     |
| CS                   | 19 | Mevlüt Erdinç      |     | 80' |
| KP                   | 20 | Caner Erkin        |     |     |
| KP                   | 21 | Kerim Frei         |     | 87' |
| V                    | 22 | Egemen Korkmaz     |     |     |
| CS                   | 23 | Sercan Sararer     |     |     |
| Szövetségi kapitány: |    |                    |     |     |
| Abdullah Avcı        |    |                    |     |     |

| MAGYARORSZÁG:        |    |                  |       |             |
|                      |    |                  |       |             |
| K                    | 1  | Király Gábor     | 90+2' |             |
| JV                   | 3  | Vanczák Vilmos   |       |             |
| V                    | 17 | Mészáros Norbert |       |             |
| V                    | 21 | Korcsmár Zsolt   |       | a szünetben |
| BV                   | 4  | Kádár Tamás      |       |             |
| VKP                  | 16 | Pintér Ádám      |       |             |
| VKP                  | 8  | Varga József     | 47'   |             |
| JSZ                  | 11 | Koman Vladimir   |       |             |
| KTK                  | 20 | Hajnal Tamás     |       | 68'         |
| BSZ                  | 7  | Dzsudzsák Balázs | 58'   |             |
| CS                   | 9  | Szalai Ádám      |       | 78'         |
| Cserék:              |    |                  |       |             |
| K                    | 12 | Bogdán Ádám      |       |             |
| V                    | 2  | Guzmics Richárd  |       | a szünetben |
| KP                   | 5  | Elek Ákos        |       | 78'         |
| V                    | 6  | Lipták Zoltán    |       |             |
| CS                   | 10 | Rudolf Gergely   |       |             |
| CS                   | 13 | Böde Dániel      | 75'   | 68'         |
| V                    | 14 | Halmosi Péter    |       |             |
| KP                   | 15 | Gyurcsó Ádám     |       |             |
| CS                   | 18 | Szabics Imre     |       |             |
| KP                   | 19 | Pátkai Máté      |       |             |
| K                    | 22 | Megyeri Balázs   |       |             |
| KP                   | 23 | Kovács István    |       |             |
| Szövetségi kapitány: |    |                  |       |             |
| Egervári Sándor      |    |                  |       |             |

Asszisztensek:

Milovan Ristić (szerb) (partvonal)

Dalibor Đurđević (szerb) (partvonal)

Negyedik játékvezető:

Milenko Vukadinović (szerb)

## Statisztika
| Törökország |                   | Magyarország |
| ----------- | ----------------- | ------------ |
| 1           | Gólok             | 1            |
| 14          | Összes lövés      | 8            |
| 4           | Kapura lövések    | 4            |
| 28,5%       | Lövéspontosság    | 50%          |
| 9           | Szögletek         | 3            |
| 9           | Szabálytalanságok | 24           |
| 2           | Sárga lapok       | 4            |
| 0           | Piros lapok       | 0            |

További eredmények
| 2013. március 26. | Észtország | 2–0 | Andorra |
| 2013. március 26. | Hollandia  | 4–0 | Románia |

Tabella a mérkőzés után
| Csapat       | M | Gy | D | V | G+ | G– | Gk  | P  |
| ------------ | - | -- | - | - | -- | -- | --- | -- |
| Hollandia    | 6 | 6  | 0 | 0 | 20 | 2  | +18 | 18 |
| Magyarország | 6 | 3  | 2 | 1 | 13 | 8  | +5  | 11 |
| Románia      | 6 | 3  | 1 | 2 | 10 | 10 | 0   | 10 |
| Törökország  | 6 | 2  | 1 | 3 | 7  | 7  | 0   | 7  |
| Észtország   | 6 | 2  | 0 | 4 | 3  | 9  | –6  | 6  |
| Andorra      | 6 | 0  | 0 | 6 | 0  | 17 | –17 | 0  |

## Örökmérleg a mérkőzés után
| Törökország |           | Magyarország |
| ----------- | --------- | ------------ |
| 4           | Győzelem  | 7            |
| 2           | Döntetlen | 2            |
| 16          | Gólok     | 32           |
| 14/39       | Pontok    | 23/39        |
| 35,89%      | %         | 58,97%       |